# Andrew W.K.
Andrew W.K., właściwie Andrew Fetterly Wilkes-Krier (ur. 9 maja 1979 w Stanford) – wokalista, autor piosenek, multiinstrumentalista, mówca motywacyjny i komik.

## Dyskografia
- I Get Wet (2001)
- The Wolf (2003)
- Close Calls with Brick Walls (2006)
- 55 Cadillac (2009)[2]
- You're Not Alone (2018)[3]
- God Is Partying (2021)[4]